# Campionati europei di nuoto in vasca corta 2010 - 50 metri rana femminili
Le qualifiche per la semifinale si sono svolte la mattina del 25 novembre 2010, mentre le semifinali e la finale si sono svolte la sera dello stesso giorno.

## Medaglie
| Posizione | Atleta              | Paese       |
| --------- | ------------------- | ----------- |
| Oro       | Dorothea Brandt     | Germania    |
| Argento   | Moniek Nijhuis      | Paesi Bassi |
| Bronzo    | Valentina Artemyeva | Russia      |

## Record
Prima della manifestazione il record del mondo (RM), il record europeo (EU) e il record dei campionati (RC) erano i seguenti.
| Record mondiale       | 28,80 s | Jessica Hardy Stati Uniti  | 15 novembre 2009 Berlino, Germania |
| Record europeo        | 29,55 s | Janne Schaefer Germania    | 15 novembre 2009 Berlino, Germania |
| Record dei campionati | 29,68 s | Moniek Nijhuis Paesi Bassi | 10 dicembre 2009 Istanbul, Turchia |

Durante la competizione non sono stati migliorati record.

## Risultati batterie
| Pos. | Atleta                 | Nazionalità | Tempo   | Batteria | Corsia | Note |
| ---- | ---------------------- | ----------- | ------- | -------- | ------ | ---- |
| 1    | Valentina Artemyeva    | Russia      | 30,66 s | 4        | 6      |      |
| 2    | Dorothea Brandt        | Germania    | 30,71 s | 3        | 4      |      |
| 3    | Moniek Nijhuis         | Paesi Bassi | 31,04 s | 4        | 4      |      |
| 4    | Tessa Brouwer          | Paesi Bassi | 31,06 s | 3        | 3      |      |
| 5    | Kim Janssens           | Belgio      | 31,11 s | 2        | 7      |      |
| 6    | Petra Chocová          | Rep. Ceca   | 31,12 s | 2        | 5      |      |
| 7    | Caroline Ruhnau        | Germania    | 31,17 s | 4        | 5      |      |
| 8    | Caroline Reitshammer   | Austria     | 31,38 s | 2        | 8      |      |
| 9    | Tjasa Vozel            | Slovenia    | 31,55 s | 3        | 1      |      |
| 10   | Lisa Fissneider        | Italia      | 31,57 s | 3        | 6      |      |
| 11   | Ekaterina Baklakova    | Russia      | 31,64 s | 2        | 3      |      |
| 12   | Dilara Guenaydin       | Turchia     | 31,67 s | 4        | 7      |      |
| 13   | Katharina Stiberg      | Norvegia    | 31,73 s | 2        | 4      |      |
| 14   | Vitalina Simonova      | Russia      | 31,74 s | 2        | 2      |      |
| 15   | Christina Strigl       | Austria     | 31,82 s | 4        | 8      |      |
| 16   | Jenna Laukkanen        | Finlandia   | 31,83 s | 3        | 8      |      |
| 17   | Chiara Boggiatto       | Italia      | 31,91 s | 3        | 7      |      |
| 18   | Anastasia Christoforou | Cipro       | 32,02 s | 3        | 5      |      |
| 19   | Josephina Bartela      | Danimarca   | 32,06 s | 1        | 4      |      |
| 20   | Ina Kapishina          | Bielorussia | 32,09 s | 4        | 3      |      |
| 21   | Ana Pinho Rodrigues    | Portogallo  | 32,11 s | 4        | 2      |      |
| 22   | Stephanie Spahn        | Svizzera    | 32,15 s | 2        | 6      |      |
| 23   | Tanja Smid             | Slovenia    | 32,23 s | 2        | 1      |      |
| 24   | Lisa Zaiser            | Austria     | 32,24 s | 1        | 5      |      |
| 25   | Tina Meza              | Slovenia    | 32,43 s | 3        | 2      |      |
| 26   | Anastasia Chaun        | Russia      | 32,47 s | 4        | 1      |      |
| 27   | Henriette Brekke       | Norvegia    | 32,66 s | 1        | 3      |      |
| 28   | Karen Vapper           | Estonia     | 33,56 s | 1        | 6      |      |

## Semifinali
| Pos. | Atleta               | Nazionalità | Tempo   | Batteria | Corsia | Note |
| ---- | -------------------- | ----------- | ------- | -------- | ------ | ---- |
| 1    | Dorothea Brandt      | Germania    | 30,55 s | 1        | 4      |      |
| 2    | Moniek Nijhuis       | Paesi Bassi | 30,61 s | 2        | 5      |      |
| 3    | Tessa Brouwer        | Paesi Bassi | 30,71 s | 1        | 5      |      |
| 4    | Valentina Artemyeva  | Russia      | 30,92 s | 2        | 4      |      |
| 5    | Caroline Ruhnau      | Germania    | 30,97 s | 2        | 6      |      |
| 6    | Petra Chocová        | Rep. Ceca   | 31,04 s | 1        | 3      |      |
| 7    | Kim Janssens         | Belgio      | 31,27 s | 2        | 3      |      |
| 8    | Ekaterina Baklakova  | Russia      | 31,30 s | 2        | 7      |      |
| 9    | Caroline Reitshammer | Austria     | 31,39 s | 1        | 6      |      |
| 10   | Jenna Laukkanen      | Finlandia   | 31,41 s | 2        | 8      |      |
| 11   | Christina Strigl     | Austria     | 31,46 s | 1        | 1      |      |
| 12   | Katharina Stiberg    | Norvegia    | 31,51 s | 2        | 1      |      |
| 13   | Lisa Fissneider      | Italia      | 31,62 s | 1        | 2      |      |
| 14   | Tjasa Vozel          | Slovenia    | 31,67 s | 2        | 2      |      |
| 15   | Chiara Boggiatto     | Italia      | 31,79 s | 1        | 8      |      |
| 16   | Dilara Guenaydin     | Turchia     | 32,00 s | 1        | 7      |      |

## Finale
| Pos. | Atleta              | Nazionalità | Tempo   | Corsia | Note |
| ---- | ------------------- | ----------- | ------- | ------ | ---- |
|      | Dorothea Brandt     | Germania    | 30,40 s | 4      |      |
|      | Moniek Nijhuis      | Paesi Bassi | 30,45 s | 5      |      |
|      | Valentina Artemyeva | Russia      | 30,55 s | 6      |      |
| 4    | Tessa Brouwer       | Paesi Bassi | 30,78 s | 3      |      |
| 5    | Caroline Ruhnau     | Germania    | 30,88 s | 2      |      |
| 6    | Ekaterina Baklakova | Russia      | 31,05 s | 8      |      |
| 7    | Petra Chocová       | Rep. Ceca   | 31,21 s | 7      |      |
| 8    | Kim Janssens        | Belgio      | 31,27 s | 1      |      |